# Harouna Pale
Harouna Pale, född 16 augusti 1957, är en friidrottare, sprinter, från Burkina Faso. Han deltog vid olympiska sommarspelen 1988 och olympiska sommarspelen 1992.